# Epeolus howardi
Epeolus howardi (лат.) — вид земляных пчёл-кукушек из подсемейства Nomadinae (Apidae).

## Распространение
Северная Америка: восток США от Атлантики до Техаса.

## Описание
Мелкие слабоопушенные пчёлы, с беловато-жёлтыми отметинами на теле как у ос и рыжевато-красными ногами. Длина менее 1 см (тело 8,6 мм; длина головы 2,2 мм; ширина головы 2,9 мм; длина переднего крыла 6,0 мм). Сходен с видом Epeolus andriyi, но отличаются размером аксилл (они выходят за края мезоскутеллюма), их красным цветом (а не чёрным) и данными баркодирования. Клептопаразиты пчёл рода Colletes (C. howardi), в гнёзда которых откладывают свои яйца. На цветах Dalea villosa (Leguminosae), Heterotheca subaxillaris, Symphyotrichum drummondii, Xanthisma texanum (Compositae). Максиллярные щупики 1-члениковые. 2-й стернит брюшка матовый. Брюшко частично красное. У самок на 6-м стерните брюшка расположены ланцетовидные, мелко зазубренные отростки. В переднем крыле три радиомедиальных ячейки, 1-я из них много крупнее 3-й. Вершина радиальной ячейки (по форме она эллиптическая) удалена от переднего края крыла. Задние голени со шпорами. Вид был впервые описан в 1962 году американским энтомологом Теодором Митчеллом (Theodore B. Mitchell, 1890—1983).